# Гинзбург, Александр Танович
Алекса́ндр Та́нович Ги́нзбург (1909—1992) — советский конструктор артиллерийского вооружения.

## Биография
С 1928 г. - студент Ленинградского политехнического института. На третьем курсе (1930 г.) в результате реформы высшей школы переведен в отраслевой вуз ЛПИ - Ленинградский машиностроительный институт (приказ № 77 от 14.10.1930 г. директор Я.Х. Давтян). Окончил институт по военно-механическому отделению в 1932 г. С 1937 года работал на заводе № 8 имени Калинина в отделе артиллерийских конструкций.
С началом войны завод был переведен из Подмосковья в Свердловск.
С 1943 года — зам. главного конструктора Л. В. Люльева.
Кандидат технических наук (1967). Преподавал в УПИ имени С. М. Кирова.
Похоронен на Широкореченском кладбище.

## Награды и премии
- Сталинская премия первой степени (1948) — за создание нового образца пушки
- Орден Трудового Красного Знамени (2)
- Орден "Знак Почёта"